# Johannes Matthias Michel
Johannes Matthias Michel (* 1. Oktober 1962 in Stuttgart) ist ein deutscher Komponist, Kirchenmusiker, Organist und Autor.

## Leben
Johannes Matthias Michel wuchs in Gaienhofen am Bodensee auf. Erste musikalische Erfahrungen sammelte er unter anderem bei seinem Vater, dem Komponisten und Kirchenmusiker Josef Michel. Dem Abitur folgte ein Klavierstudium in Basel, anschließend das Studium der Kirchenmusik in Heidelberg und Frankfurt mit dem Abschluss des A-Examens 1988 (u. a. bei Wolfgang Dallmann, Horst Hempel, Heinz Werner Zimmermann und Violeta Dinescu). Bis 1992 erfolgte das Studium in der Solistenklasse Orgel an der Musikhochschule Stuttgart bei Ludger Lohmann mit dem Abschluss eines Solistenexamens. Von 1988 bis 1998 war Michel Bezirkskantor in Eberbach am Neckar, Leiter der Eberbacher Kantorei und der Singschule Eberbach. Seit Januar 1999 ist er Kirchenmusikdirektor an der Christuskirche Mannheim, Bezirkskantor für Mannheim und Landeskantor Nordbaden. Hier leitet er den Bachchor Mannheim und den Kammerchor Mannheim. 2012 erfolgte die Ernennung zum Honorarprofessor durch die Hochschule für Musik und Darstellende Kunst Mannheim. Michel ist seit 2015 Vorsitzender des Hochschulrates der Musikhochschule Mannheim.
Michel war von 1984 bis 2019 Vorsitzender der Karg-Elert-Gesellschaft und Herausgeber von deren Publikationen (Mitteilungen, Jahrbuch, Bibliographie). Er ist Komponist zahlreicher vorwiegend kirchenmusikalischer Werke (Kreuzigung, Nach uns die Sintflut, Swing- und Jazz-Orgelbüchlein, Swing- und Jazz-Chorbuch, Das Gespenst von Canterville, Musical-Messe u. a.), die vorwiegend im Strube-Verlag München erscheinen. Er unterrichtet von 1989 bis 2001 und seit 2020 an der Hochschule für Kirchenmusik in Heidelberg sowie seit dem Jahr 2000 an der staatlichen Hochschule für Musik in Mannheim künstlerisches Orgelspiel. Neben einer umfangreichen Konzerttätigkeit sind zahlreiche Mitschnitte bei Rundfunk- und Fernsehanstalten entstanden. Auf der Orgel und dem Kunstharmonium hat Michel über 12 CD-Einspielungen vorgelegt (Karg-Elert Harmoniumworks Vol. 1–5, Duos für Klavier und Harmonium, Orgelwerke von Schlick, Bach, Karg-Elert, da Bergamo, Petrali u. a.), die bei verschiedenen Labels erschienen sind.
Er war mit der Orgelprofessorin Christiane Michel-Ostertun verheiratet, mit der er drei Kinder hat. Seine Großmutter war die jüngste Tochter des Schriftstellers Wilhelm Michel, die leibliche Vaterschaft wird aber inzwischen angezweifelt.

## Publikationen

### Kompositionen

#### Chormusik
- Missa pro nobis, Solo, Gemeinde, gem. Chor, Jazzquartett, Orgel oder Bläser. Strube-Verlag, München / Berlin 2012.
- Missa Festiva für Chor, Bläser, Orgel und Pauken. Strube-Verlag, München / Berlin 2012.
- Kleine Jazzmesse für einstimmigen Chor und Tasteninstrument. Strube-Verlag, München / Berlin 2012.
- Jazzmesse für Solo, gem. Chor und Jazztrio. Strube Verlag, München 2011.
- Kreuzigung (2001). Passionsszene für Bariton, Sprecher, Chor und Orchester. Strube-Verlag.
- Und Maria sang... (2003) für Soli, Chor und Orchester. Strube-Verlag, München.
- Das Swing- und Jazz-Chorbuch 1. Strube Verlag, München 2000.
- Das Swing- und Jazz-Chorbuch 2. Strube Verlag, München 2000
- Musical-Messe für Jugendchor, Band und Instrumente. Strube-Verlag, München 1997.
- Das Gespenst von Canterville, frei nach der Novelle von O. Wilde (Kinderoper). Partitur und Material. Strube-Verlag, München 1998.
  - CD-Einspielung: Karlsruher Kinderchor, Dorothea Lehmann-Horsch, Strube-Verlag
- Nach uns die Sintflut, Szenisches Kinder-Musical. Strube-Verlag, 1955.
  - CD-Einspielung: Karlsruher Kinderchor, Dorothea Lehmann-Horsch, Strube-Verlag
- Alice im Glockenland (2003/2004), Kindermusical für Soli, Kinderchor und kleines Orchester. Strube-Verlag. 2005.
  - CD-Einspielung: Karlsruher Kinderchor, Dorothea Lehmann-Horsch, Strube-Verlag, Fikus Gummibaum und Susi Himmelreich, Singspiel für Kinder und Instrumente. Strube-Verlag, 2000.
- Logik, Suite f. gem. Chor und Klavier. Strube-Verlag, München 1989.
- „Nonsens“, Heitere, (un-)sinnige Verse für gemischten Chor und Klavier. Strube-Verlag, München 1993.
- Eberbacher Weihnachtslieder, Chorsätze. Strube-Verlag, München 1990.
- Fünf Volksliedsätze für gemischten Chor. Edition Mercator, Eberbach 1992.
- O, I'am a gwinter sing, Spiritual für gem. Chor. Hochstein, Heidelberg 1992.
- Psalm in Jazz (Halleluja, praise ye the Lord). Strube-Verlag, München 1997.
- Jubilate (Jazz-Motette) für Chor und kleines Orchester. Strube-Verlag, München 2001.
- Friede in deinen Mauern (Psalm 122) für Chor und Orgel. Strube-Verlag, 2004.
- Halleluja, lobet im Himmel den Herrn (Psalm 148) für Chor und Orgel. Strube-Verlag, 2004.
- Singt dem Herrn mit allen Stimmen, Gemeindelied und Chorsatz. Strube, 2003.
- Gloria-Messe für einstimmigen Chor und Tasteninstrument (2004) Strube-Verlag, 2004.
- Adventsmotetten (O-Antiphonen), 7 Motetten für gem. Chor. Strube Verlag, 2004.
- Kleine Deutsche Messe. Strube-Verlag, 2005.
- Jubilate für 3 Jazz-Motetten für SAM und Tasteninstr. Strube-Verlag, 2005.
- Jubilate / Praise ye the Lord / The Lord bless you. Einzelausgaben bei Concordia Publishing House, St. Louis, USA 2005/2006.
- Denn er hat seinen Engeln befohlen über dir, 18 leichte Psalm- und Evangelienvertonungen für 3-stg. Chor. Strube-Verlag, 2006.
- Alleluja. Motette  für Frauchenchor (SSAA) oder gemischten Chor (SSAATTBB). Strube, 2008.
- Sanctus. Motette für Frauenchor (SSAA). Strube, 2009.
- Missa in blue (Komponiert für den Österreichischen Pueri-Cantores Kongress in Innsbruck)

#### Orgelmusik
- Choralvorspiele aus Klassik und Romantik. Strube-Verlag, München 1986.
- Skizzen zu Matthäus, 7 Orgelmeditationen nach Zeichnungen von Emil Wachter. Strube-Verlag, 1992.
- Kirchenfenster, 10 Orgelstücke, Bodensee-Edition 1994, Strube-Verlag, München 1997.
- Konzertstücke für Orgel. Bodensee-Edition 1993, Strube-Verlag, München 1997.
- Das Swing- und Jazz-Orgelbüchlein. Strube-Verlag, München 1997.
- Three Jazz-Preludes. Concordia Publishing House. St. Louis (USA) 1999.
- Drei Jazz-Präludien. Strube-Verlag, München 2001.
- Das Pedal-Solo-Buch – Choralvorspiele, Variationen, Tänze und Walzer zu 2–4 Füßen. Bodensee-Edition, Gaienhofen, 1990.
- Das Swing- und Jazz-Orgelbüchlein 2. Strube-Verlag, München 2003.
- The Gospel and Soul Organ Book (2003). Concordia Publishing House, St. Louis USA, 2004.
- Vier Psalmmeditationen für Orgelpedal. Strube-Verlag, München 2005.
- Das Swing- und Jazz-Orgelbüchlein 3. Strube-Verlag, München 2009.
- Orgelschule. Strube-Verlag, München 2010.
- Ein feste Burg ist unser Gott, Phantasie für Orgel. Strube-Verlag, München 2012.

#### Musik für Bläser
- Rhapsodie für Trompete und Orgel. Butz-Verlag, Bonn 2012.
- Fünf Epigramme für Trompete und Orgel. Strube-Verlag, München 2011.
- Zwei Pastelle für Oboe und Orgel. Strube-Verlag, München 2010.
- „Der Wind weht, wo er will“ für Blechbläserensemble und Schlagwerk. Strube-Verlag, München 2010.
- Choral, Benedictus und Alleluja für Blechbläserensemble. Strube-Verlag, München 2010.
- Dialog. Sonate für Posaune und Orgel. Strube-Verlag, München 2007.
- „Lobe den Herren, o meine Seele“, Spielmusik und Partita für Bläser. Landesarbeit der Evangelischen Posaunenchöre in Baden, 1992.
- Kaleidoskop (1996) für Trompete, Posaune und Orgel. Strube-Verlag, München 2002.
- „Und ich sah einen neuen Himmel und eine neue Erde“ (1994), Konzert für 10 Blechbläser, Pauken und Orgel. Strube-Verlag, München 2002.
- Toccata 2000 (1999) für Blechbläserquintett und Orgel. Strube-Verlag, München 2002.
- Romance (2000) für Blechbläsersextett, Schlagzeug und Orgel. Strube-Verlag, München 2002.
- „Gib unsrer Hoffnung Töne, Herr“, Vorspiele, Lied und Sätze. Landesarbeit der Evangelischen Posaunenchöre in Baden, 1998.
- Festliche Ouvertüre (1990/2001) für Blechbläser-Oktett und Schlagwerk. Strube-Verlag, München 2002.
- „Alleluja, I heard a Voice“, Kompositionen für Posaunenchöre. Strube-Verlag, München 2001.
- Fanfare (2001) für 8 Blechbläser, Pauken und Orgel (ad lib.). Strube-Verlag, München 2002.
- „Sollt ich meinem Gott nicht singen?“, Toccata und drei Begleitsätze. Landesarbeit der Evangelischen Posaunenchöre in Baden, 2001.
- „Ich singe dir mit Herz und Mund“, Vorspiel, Zwischenspiel und fünf Begleitsätze. Landesarbeit der Evangelischen Posaunenchöre in Baden, 2006.
- Präludium in F für Jungbläser und Posaunenchor. Landesarbeit der Evangelischen Posaunenchöre in Baden, 2006.
- Variationen über das Badner Lied. Landesarbeit der Evangelischen Posaunenchöre in Baden, 2006.
- Sonate für Trompete, Posaune und Orgel nach Josef Gabriel Rheinberger. Blechpresse Musikverlag, Hamburg 2015.
- Sonate für Trompete, Posaune und Orgel nach Felix Mendelssohn Bartholdy. Blechpresse Musikverlag, Hamburg 2015.

### Editionen und Bearbeitungen
- Alla Mozart, Orgelmusik zwischen Barock und Romantik. Strube-Verlag, München 2012.
- Er ist die rechte Freudensonn, Das große Advents- und Weihnachtschorbuch. Strube, 2006.
- J. S. Bach, Sechs Trios für Orgel bearbeitet. Strube, 1983.
- Choralvorspiele aus Klassik und Romantik, (Hrsg.) Strube, 1986.
- F. Mendelssohn-Bartholdy, „Wachet auf, ruft uns die Stimme“, Choralfantasie für Orgel bearbeitet. Strube, 1986.
- S. Karg-Elert, Motette „Wir danken dir“. (Hrsg.) Strube-Verlag, München 1988.
- S. Karg-Elert, Der erste Psalm für Singstimme und Orgel. (Hrsg.) Breitkopf und Härtel, 1996.
- S. Karg-Elert, Symphonie in fis für Orgel. (Hrsg.), Breitkopf und Härtel, 2001.
- S. Karg-Elert, Sempre Semplice op. 142. Breitkopf und Härtel, 2004.
- Michels Klassik, Bearbeitungen für Posaunenchöre von Bach, Corelli, Händel, Franck, Karg-Elert und Mendelssohn. Strube-Verlag, 2001.
- G. F. Händel, Konzert F-Dur für Trompete, Posaune und Orgel. Edition Marc Reift, Montana (CH) 2004.
- Karg-Elert für 4–8-stg. Posaunenchor, 20 Stücke für Bläser bearb. Strube, 2006.

### Schriften
- Seht, wie man mich zerschlägt in tausend Scherben. Der Dichter Karl Schloß und das Schicksal seiner deutsch-jüdischen Familie. verlag regionalkultur, Ubstadt-Weiher 2022, ISBN 978-3-95505-331-4, 176 S.
- Tod im Fernwerk Roman. Strube-Verlag München 2022, ISBN 978-3-89912-231-2.
- „Spielt dem Herrn ein Neues Lied“, Kleine Improvisationsschule. Strube-Verlag, München 1988.
- Mitteilungen der Karg-Elert-Gesellschaft, (Hrsg.) Jahrgänge 1–8, Heidelberg 1986–1996; Jahrgänge 10, 11 München 2005, 2010.
- Karg-Elert-Bibliographie – Diskographie – Nachträge zum Werkverzeichnis. Strube Verlag, München 2001.
- Sigfrid Karg-Elert und Max Reger. In: Musik und Kirche. 56, 1986.
- Arno Landmann (= Mitteilungen der Karg-Elert-Gesellschaft. 2) Heidelberg 1987.
- Das Modulationsverständnis um 1910. In: Mitteilungen der Karg-Elert-Gesellschaft 3. Heidelberg 1987.
- Sempre Semplice? In: Mitteilungen der Karg-Elert-Gesellschaft 4. Heidelberg 1989.
- Grundlinien der Musiktheorie Sigfrid Karg-Elerts. In: Mitteilungen der Karg-Elert-Gesellschaft 8. Heidelberg 1995.
- Sigfrid Karg-Elert: Der erste Psalm für Singstimme und Orgel. In: Forum Kirchenmusik. 49, München, 1998.
- Brauchen wir heute eine Ästhetik der Kirchenmusik? In: Gotteslob im Klang der Zeit. (Badewien/Nüchtern) Strube-Verlag, München 2001.
- Ich summe zu dir – In der Musik. In: Gott in vielen Stimmen, Beten in Mannheim- Edition Quadrat 2001.
- Sigfrid Karg-Elert (Die Orgelwerke). In: Handbuch Orgelmusik. Bärenreiter/Metzler, Kassel 2002.
- Sigfrid Karg-Elerts Registrier- und Klangvorstellungen für die Orgel. In: Ars Organi. 50. Jhg. Heft 4 2002, S. 212–216.
- Impressionismus in der Orgelmusik. In: Mitteilungen der Karg-Elert-Gesellschaft. 10. München 2005.

## Diskografie
- Das Mannheimer Wunderwerk – 100 Jahre Steinmeyer-Orgel der Christuskirche. Reger, Karg-Elert, Landmann. Johannes Matthias Michel, Orgel, ambiente Algermissen 2011
- Sinfonische Klangwelten. Musik für Blechbläser und Orgel von Mendelssohn, Widor, Strauss, Dupre, Puccini und Michel. Ensemble Mannheimer Blech, Leitung: Ehrhard Wetz, Orgel: Johannes Matthias Michel. Strube-Verlag München 2011
- Sigfrid Karg-Elert – Sinfonische Choralbearbeitungen, Choralimprovisationen Op. 65; Sinfonische Choräle Op. 87, Johannes Matthias Michel, Orgel; Motette CD 12181; 1997
- UNIVERSUM BACH Einfluss und Auswirkung. Orgelwerke von Bach (Passacaglia, Toccata in d – vor- und rückwärts, Triosonate Es) Buxtehude, Clerambault und Krebs. Christopherus CHE 0112-2
- Orgelcapriolen – Heitere Orgelmusik zu 2-4 Händen und Füßen von da Bergamo, Petrali, Karg-Elert, Berwald, Michel, Strauß jun., Christiane Michel-Ostertun und Joh. Matth. Michel, Orgel. expressiv 18.772; 1995
- Saint-Saëns, Franck, Widor: Duos für Harmonium und Klavier, Saint-Saëns: Six Duos Op. 8, Franck: Prélude, Fugue, Variation; Widor: Six Duos Ernst Breidenbach, Klavier; Joh. Matth. Michel, Harmonium; signum X87-00; 1997
- Sigfrid Karg-Elert – Die Duos für Harmonium und Klavier, Ernst Breidenbach, Klavier, Joh. Matth. Michel, Harmonium; signum X77-00; 1996
- Sigfrid Karg-Elert – Harmonium Works Vol 1, Johannes Matthias Michel, Harmonium, cpo 999 522-2, 1997
- Sigfrid Karg-Elert – Harmonium Works Vol 2, Opera Selections by Wagner in Transcriptions for Harmonium, Johannes Matthias Michel, Harmonium, cpo 999 523-2, 1998
- Sigfrid Karg-Elert – Harmonium Works Vol 3, Sonatinen op. 14; Miniaturen op. 9; Aquarellen op. 27, Johannes Matthias Michel, Harmonium, cpo 999 611-2
- Sigfrid Karg-Elert – Harmonium Works Vol 4, Porträts Op. 101, pseudonyme und allonyme Kompositionen, Johannes Matthias Michel, Harmonium cpo, Osnabrück cpo 999 631-2 (2 CDs)
- Sigfrid Karg-Elert – Harmonium Works Vol 5, Sonaten Op. 36 und Op. 46, Abendgefühl, cpo Osnabrück, Juni 2002
- Alexandre Guilmant Duos pour Piano et Harmonium. Ernst Breidenbach, Piano. Johannes Matthias Michel, Harmonium signum SIG X112-00, Heidelberg 2001
- J. S. Bach – 5 Versionen der Passacaglia BWV 582. Christian Rieger, Ernst Breidenbach, Oliver Kolb, Johannes Matthias Michel, Staatsorchester Frankfurt/Oder, Signum SIG X93-00, Heidelberg 1998
- Ich rühm dich Heidelberg – Musik der Renaissance am Kurpfälzischen Hof, I Ciarlatani – Orgelmusik von Arnolt Schlick (Johannes Michel) – Christopherus 77184, 1996
- Fly Cheerful Voices – Die Hochzeit Pfalzgraf Friedrich V – Elisabeth Stuart, I Ciarlatani – Orgelmusik aus der Zweibrücker Tabulatur (Johannes Michel) Christopherus CHR 77214, 1998
- Eberbacher Weihnachtslieder, Chor und Bläsermusik. Eberbacher Kantorei, Eberbacher Bläserensemble, Leitung Johannes Michel, mediaphon, Stuttgart 1992
- Christuskirche Mannheim Glocken – Chöre – Orgeln, Oratorienausschnitte von Bach, Mozart, Haydn, Puccini, Verdi, Rossini, Smyth, Michel u. a. – Orgelwerke von Walther, Buxtehude, Karg-Elert, Michel, Mannheim 2004
- Colors of Organ Jazz, Johannes Matthias Michel spielt eigene Werke, Swing- und Jazz-Orgelbüchlein, Suite Jazzique, Petit Suite in blue, Choralvorspiele ambiente 2007
- La Fête de Saint Hubert. Deutsche Naturhornsolisten, Johannes Michel, Orgel, Musikproduktion Dabringhaus und Grimm 2009